# Karyanda
Karyanda (altgriechisch Καρύανδα Karýanda (n. pl.)) war eine antike Stadt in Karien. Ihre genaue Lage ist bis heute noch nicht mit Sicherheit bestimmt worden. Strabon lokalisiert sie zwischen Myndos und Bargylia und erwähnt eine Insel desselben Namens. Auch Plinius der Ältere und Pomponius Mela benennen sowohl eine Stadt als auch eine Insel mit dem Namen Karyanda. Eine weitere Quelle für die Lokalisierung von Karyanda ist die Beschreibung im Periplous des Psuedo-Skylax von Karyanda.
Karyanda wird im 5. Jahrhundert v. Chr. als Mitglied des Delisch-Attischen Seebundes in den athenischen Tributlisten erwähnt. Die Stadt war die Heimat des Geographen und Seefahrers Skylax.